# José Ramón Guizado
José Ramón Guizado Valdés (15 de outubro de 1899 - 2 de novembro 1964) foi um político panamenho.
Ocupou os cargos de vice-presidente (entre 1952 e 1955) e após o assassinato de José Antonio Remón, Presidente do Panamá de 2 de janeiro de 1955 até 29 de março de 1955.

## Caso Remón
Em 1955, durante um julgamento da Assembleia Nacional do Panamá, Guizado foi acusado de assassinato em segundo grau de seu antecessor presidencial, José Antonio Remón. Remón foi assassinado em 2 de janeiro de 1955 por tiros de metralhadora no Autódromo Juan Franco, no Panamá. O suposto assassino, Ruben Miro, confessou o assassinato e acusou Guizado, afirmando que sabia da trama. Guizado, seu filho e seus sócios Radolfo Saint Malo e Tomas Nieves Perez foram condenados à prisão domiciliar e levados à prisão no dia seguinte. Guizado foi declarado culpado como cúmplice e condenado a seis anos e oito meses de prisão. Dois anos depois, Ruben Miro foi absolvido da acusação de assassinato pelo assassinato, e Guizado foi exonerado e libertado da prisão, reivindicando os direitos e privilégios de um ex-presidente panamenho.